# ريفيلستوك (كولومبيا البريطانية)
ريفيلستوك (بالإنجليزية: Revelstoke)‏ هي مدينة كندية تقع في مقاطعة كولومبيا البريطانية. تبلغ مساحة هذه المدينة 31.9044 (كم²)، ويبلغ عدد سكانها 7230 نسمة حسب إحصاء سنة 2006 م، بينما كان يسكنها 7500 نسمة في سنة 2001 م. تحتل هذه المدينة المرتبة رقم 502 بين مدن كندا حسب عدد السكان والمرتبة رقم 71 في المقاطعة. نما عدد السكان في هذه المدينة بنسبة (-3.6) بين العامين المذكورين.

## أعلام
- باك كرامب
- ويليام بيل
- سيد باركر
- دوغلاس بويل
- بروس هولواي
- كرايغ كيلي

## وصلات خارجية
- الأطلس الحكومي لكندا
- إحصاءات كندا مع ساعة تعداد السكان